# Obadi
 Ovo je glavno značenje pojma Obadi. Za druga značenja pogledajte Obadi (razdvojba).
Obadi (lat. Tabanidae) porodica su snažnih i jakih dvokrilaca široke glave i velikih sastavljenih očiju. Usni organi su prilagođeni za bodenje kao vodoravno ispruženo sisalo kojim sišu krv. Ljeti napadaju stoku. Njihov ubod je bolan, a oteklina se zadržava po nekoliko dana.
Ličinke obada žive u vodi ili vlažnoj zemlji gdje napadaju ličinke drugih kukaca.
Najpoznatije su vrste goveđi obad (Tabanus bovinus) koji je najveći dvokrilac u Hrvatskoj i kišni obad (Haematopota pluvialis) koji je široko rasprostranjen, a živi na rubovima šuma.